# کانی گارسیا
کانی گارسیا (به انگلیسی: Kany García) با نام کامل انکارنیتو گارسیا دخسوس (به اسپانیایی: Encarnita García de Jesús) (زاده ۲۵ سپتامبر ۱۹۸۲) خواننده و ترانه‌سرا پورتوریکویی است.